# Regius Professor of Divinity (Dublin)
Der Regius Professor of Divinity ist eine 1761 durch König Georg III. gestiftete Regius Professur für Theologie am Trinity College, Dublin.:20 Der Lehrstuhl selbst bestand seit 1607 (1600).

## Geschichte der Professur
Theologie wurde in Dublin seit der Gründung des Colleges 1592 durch Elisabeth I. unterrichtet.:20
1607 wurde eine ständige Professur für Theologie eingeführt, der Professor of Theological Controversies. Später wurde der Titel geändert in Publicke Professour of Divinity. In den Statuten von Karl I. wird die Professur als Professor Publicus Theologiae bezeichnet. Einen schriftlichen Auftrag zur Lehre gab es allerdings nicht, bis König Karl II. 1674 den Auftrag in die Universitätssatzung aufnehmen ließ.:20 1761 wandelte König Georg III. die Professur in eine Regius Professur um. Erster Amtsinhaber war Brabazon Disney, der schon seit 1759 den Lehrstuhl innehatte.:321–322
1761 wurde der Lehrstuhl offiziellen Regeln unterworfen. Zuvor war es nicht erforderlich gewesen, dass der Amtsinhaber ein Fellow des Colleges war oder umgekehrt, dass er die Professur bei Aufgabe der Fellowship verlöre. Die Statuten von 1761 machten klar, dass der Professor von den hochrangigen Fellows (senior Fellows) gewählt werden müsse, und die Fellowship nach der Wahl sofort aufgeben müsse. Daneben regelten die Statuten die Häufigkeit der Vorlesungen sowie die Themengebiete.
1814 wurden jährliche Prüfungen für Studenten an zwei Tagen im November eingeführt. Viel wichtiger war, dass der Professor nicht mehr von den Fellows des Colleges gewählt werden musste.

## Amtsinhaber

### Professor of Divinity
| Name                      | Namenszusatz   | von  | bis          | Anmerkung |
| ------------------------- | -------------- | ---- | ------------ | --- |
| Luke Challoner:20:321–322 |                | 1591 |              | |
| James Ussher:20:321–322   | B.A.           | 1607 | 1621         | 1621 wurde Usher zum Bischof von Meath ernannt und 1625 Erzbischof von Armagh. Ab 1634 war er in der letzteren Funktion auch Primas von Irland. Sein bekanntestes Vermächtnis ist seine Berechnung, nach welcher die Erde 4004 vor Christus erschaffen wurde. |
| Samuel Ward:20:321–322    | B.D.           | 1621 | 1623         | Ward stammt ursprünglich aus Ipswich.:20 |
| Joshua Hoyle:321–322      |                | 1623 | 1648         | Hoyle übernahm 1648 die Regius Professur of Divinity an der University of Oxford und leitete das University College.:321–322 |
| vakant                    |                | 1648 | 1662         | Von 1649 an bis 1660 verhinderte die das Commonwealth of England die Ernennung eines neuen Professors.:20 |
| Richard Lyngard:321–322   | D.D.           | 1662 | 1670         | Der Ehrentitel Doctor Divinity (D.D.) der Universität Oxford für Lyngard (auch Lingard) wird angezweifelt. |
| Michael Ward:321–322      | D.D.           | 1670 | 1678         | Ward verließ die Professur, als er 1678 zum Bischof von Ossory berufen wurde.:321–322 1681 wurde er Bischof von Derry.:321–322 |
| William Palliser:321–322  | D.D.           | 1678 | 1692         | 1692 wurde Palliser Bischof von Cloyne und 1694 Erzbischof von Cashel.:321–322 |
| George Browne:321–322     | D.D.           | 1695 | 1699         | |
| Owen Lloyd:321–322        | D.D.           | 1699 |              | |
| Richard Baldwin:321–322   | D.D.           | 1714 |              | Baldwin hinterließ dem College testamentarisch 80.000 Pfund. Das Testament wurde angefochten und ein 62-jähriger Rechtsstreit wurde schließlich zugunsten es Colleges entschieden. Der Hintergrund zu dieser Geschichte war, dass niemand irgendwelche Kenntnis von Baldwins Herkunft hatte. Nach Aussagen der Kläger war er der Sohn von James Baldwin aus Parkhill, in der Nähe von Colne. Dort soll er während der Schulzeit einen Kameraden getötet haben, wodurch er England verlassen musste und dort 1686 ein Stipendium erhielt. |
| Claudius Gilbert:321–322  | D.D.           | 1722 |              | Als in dem ehemals wichtigen Bischofssitz von Ardstraw eine Rektorenstelle (Verwaltungsamt) frei wurde, verließ Gilbert die Professur. Testamentarisch hinterließ Gilbert ca. 13000 Bücher seiner privaten Bibliothek der Universitätsbibliothek. Im Katalog fanden sich aber keine besonders wertvolle oder seltene Bände. |
| Henry Clarke:321–322      | D.D.           | 1743 |              | |
| John Pellisier:321–322    | D.D.           | 1746 |              | |
| John Lawson:321–322       | D.D.           | 1753 | 9. Jan. 1759 | Lawson hielt die Professur bis zu seinem Tod. |
| Brabazon Disney:321–322   | D.D., F.T.C.D. | 1759 |              | siehe unter Regius Professoren; |

### Regius Professoren
| Name                                  | Namenszusatz                                                                            | von  | bis  | Anmerkung |
| ------------------------------------- | --------------------------------------------------------------------------------------- | ---- | ---- | --- |
| Brabazon Disney:321–322               | D.D., F.T.C.D.                                                                          | 1761 |      | Disney verließ die Professur, um als Rector in Ardee, später in Kilmore und dann als Kanzler in Armagh aktiv zu werden. |
| James Drought:321–322                 | D.D., S.F.T.C.D.                                                                        | 1790 | 1819 | Ab 1800 unterstützte Richard Graves den Amtsinhaber als stellvertretender Professor.:321–322 |
| Richard J. Graves:321–322             | D.D.                                                                                    | 1819 | 1829 | Der Sohn des späteren Dekan von Ardagh heiratete die Tochter von dessen Amtsvorgänger Drought. |
| Charles Richard Elrington:285:321–322 | D.D.                                                                                    | 1829 | 1850 | Der Sohn von Thomas Elrington, Bischof von Leighlin und Ferns, wurde privat unterrichtet, bis er 1800 am Trinity College eingeschrieben wurde. Er zeichnete sich in Mathematik und Hebräisch aus und genoss eine akademische Laufbahn im Eiltempo, wurde 1810 zum Fellow des Colleges und 1812 zum Priester geweiht. 1829 gab er seine Fellowship im College auf und wurde zum Regius Professor. Neben der Professur hielt er weitere Ämter, 1832 als Pfarrer von Edermine in der Diözese Ferns. Die Pfarrei gab er kurz darauf auf, um Kanzler der Diözese zu werden. 1840 gab er die Kanzlei auf, um die Pfarrei Loughgilly, Diözese Armagh, zu übernehmen. |
| Joseph Henderson Singer:321–322       | D.D.                                                                                    | 1850 | 1852 | 1852 wurde Singer zum Bischof von Meath berufen.:321–322 |
| Samuel Butcher:321–322                | D.D.                                                                                    | 1852 | 1866 | 1866 wurde Butcher zum Bischof von Meath.:321–322 |
| George Salmon                         | M.A., B.D., D.D., D.C.L., LL.D., D.D. Edinburgh, D.Math. (Christiana), F.R.S., F.R.S.E. | 1866 | 1888 | Zwar befasste sich Salmon hauptsächlich mit Mathematik, aber trotzdem wurde er 1845 auch als Theologiedozent eingeteilt. In der Folge lehrte er beide Fächer. Sein 1847 ersterschienenes Werk über Kegelschnitte machte ihn einem breiten Publikum bekannt. Das Werk wurde 1879 in der sechsten Auflage gedruckt. Neben seiner bemerkenswerten mathematischen Karriere erreichte Salmon auch als Theologe große Ziele. Er spielte eine wichtige Rolle bei der Neugründung der Church of Ireland nach deren Auflösung 1870. |
| John Gwynn:321–322                    | D.D.                                                                                    | 1888 | 1917 | |
| Alan Hugh McNeile                     |                                                                                         | 1917 | 1930 | |
| Newport John Davis White              |                                                                                         | 1930 | 1935 | Seit 1907 agierte White als stellvertretender Regius Professor. |
| John Ernest Leonard Oulton            | D.D.                                                                                    | 1935 | 1957 | |
| Richard Randall Hartford              | D.D.                                                                                    | 1957 | 1962 | |
| Hugh Frederic Woodhouse               | M.A., D.D., F.T.C.D.                                                                    | 1963 | 1982 | In Irland geboren, lehrte Woodhouse mehrere Jahre in Toronto, Vancouver und Halifax in Kanada, bevor er 1963 auf die Regius Professur berufen wurde. Als solcher öffnete er Chapel Hall für alle Glaubensrichtungen und unterstützte ökumenische Projekte in Irland. |